# Waipapa (fleuve de la baie de l'Abondance)
Le fleuve Waipapa  (en anglais : Waipapa River) est un cours d’eau de l’ouest de la  Bay of Plenty situé dans l’Île du Nord de la Nouvelle-Zélande.

## Géographie
Il s’écoule vers le nord à partir de son origine dans le  ‘Parc Forestier de Kaimai Mamaku’ pour atteindre la baie de Tauranga à 12 km à l’ouest de la ville de Tauranga.